# Анисимова, Таня
Татьяна Михайловна Анисимова (род. 15 февраля 1966, Грозный, СССР) — американская виолончелистка и композитор российского происхождения.

## Биография
Родилась в городе Грозный в семье физика Михаила Анисимова. Её первым педагогом по виолончели стала З. Н. Камышева. После переезда в Москву обучалась в Центральной музыкальной школе, затем в Московской консерватории в классе профессора И. И. Гаврыша. В годы учёбы стала лауреатом Международного конкурса камерных ансамблей «Концертино Прага» (1981, I премия в номинации «фортепианное трио»), Всесоюзного конкурса струнных квартетов (I премия и специальный приз как самой юной участнице), Международного конкурса камерной музыки Мin-On в Токио.
С 1990 года живёт в США. Училась в Бостонском университете у профессора Джорджа Найкруга (ученик Э. Фойермана), а затем в Йельском университете в классе профессора Альдо Паризо, где в 1995 году получила степень доктора музыкальных искусств. Участвовала в фестивалях Белы Бартока в Венгрии, Making Music Together в Бостоне. Выступала в Зале Сметаны в Праге, Зале Бетховена в Бонне, Зале Сантори в Токио и других.
Международная известность пришла к Анисимовой в 2001 году, когда вышел двойной альбом с собственными переложениями скрипичных сонат и партит Иоганна Себастьяна Баха для виолончели. Западная пресса отмечает яркую индивидуальность исполнительницы, её эмоциональность и мастерство и называет «виолончелисткой необычайной глубины и превосходной музыкальности». В некоторых композициях сочетает игру на виолончели с вокалом.
Т. Анисимова выступает не только как виолончелистка, она является также самобытным композитором, импровизатором, занимается живописью. Её сочинения исполнялись в США, Канаде, Австралии, Мексике, Италии, России и других странах. Артистка выпустила несколько альбомов. Помимо упомянутого двойного диска с записями скрипичных сонат и партит И. С. Баха, это также альбомы, в которые вошли собственные сочинения и импровизации Т. Анисимовой.

## Семья
Супруг — художник Александр Ануфриев.  С 2001 года Таня Анисимова и ее муж проживают в горах Голубого хребта регион Центральной Вирджинии. Анисимова разделяет свое время между гастролями, сочинением и записью.

## Дискография
1. Music from Mt. San Angelo (1995 The Virginia Center for the Creative Arts)
2. J.S. Bach, Six Sonatas and Partitas for Solo Violin (2001 Celle-stial Records Company)
3. J.S. Bach, Six Suites for Solo Cello, Volume 1, Suites No. 1, 3 & 5 (2002 Celle-stial Records Company)
4. J.S. Bach, Six Suites for Solo Cello, Volume 2, Suites No. 2, 4 & 6 (2004 Celle-stial Records Company)
5. Concert in Moscow (2003 Celle-stial Records Company)
6. Sufi Soul (2006 Celle-stial Records Company)
7. Mystical Strings-Enchanted Cello (2007 The Synchronicity Foundation)